# Folkets Park (Malmø)
 For alternative betydninger, se Folkets Park. (Se også artikler, som begynder med Folkets Park)
Folkets Park  er en forlystelsespark, der ligger ved Amiralsgatan, i kvarteret Möllevången i Malmø, Skåne i det sydligste Sverige. Oprindeligt blev parken indrettet som en privat park af Frans Suell. I 1891 blev den købt af Socialdemokraterne. Ethundrede år senere, i 1991, besluttede det borgerlige flertal i Malmö kommune at kommunen skulle købe parken og ændre navnet til Malmöparken - et navn som ikke er slået igennem.

## Historik
Folkets Park i Malmø blev etableret 1891. Parken blev hurtigt en succes, da den næsten umiddelbart blev samlingsplads for arbejdere. I august 1909 samledes mere end 13.000 arbejdere i parken for at strejke. I 1926 blev Folkets Parks politiske karakter ændret til en almindelig forlystelsespark, da man begyndte at opføre karruseller. Folkets Parks storhedstid inledtes i slutningen af 1930'erne og fortsatte indtil den første halvdel af 1950'erne. Antallet af besøgende steg i sommersæsonen fra 4.000 til 5.500 daglige besøgende.
Rekordåret var 1947 med 742.309 besøgende. I 1955 antog antallet af besøgende i Folkets Park omkring 650.000. I begyndelsen af 1960'erne blev antallet af besøgende halveret til 310.000, og i begyndelsen af 1970'erne var tallet faldet til under 200.000.
Folkets Park sygnede hen, og i 1991 besluttede byrådet, under borgerlig ledelse, at overtage parken og dens administration. I slutningen af 1990'erne blev en løsning for parkens videre udvikling diskuteret, og det blev besluttet at drive parken som et projekt i en fem-årig periode. Fra 2001 til 2006 drev repræsentanter for Gatukontoret, Malmö Fritid, Kultur Malmö, Stadsdelsförvaltningen för Södra Innerstaden, Stadsfastigheter og Kulturföreningen parken som et fælles projekt.
I 2006 blev det anslået, at antallet af besøgende var på 900.000. Om sommeren er Folkets Park stadig Malmøs mest populære mødested. Det svenske Tillväxtverkets statistik over Sveriges mest besøgte turistmål angiver parken som nummer to i landet med 2.650.000 besøgende i 2009.
I 2005 blev det tidligere "Sommerfuglehus" i Amiralsgatan 35 ombygget til café, som rummer Cuba Café, en Cubansk caférestaurant med musikarranementer, der har åbent torsdag, fredag og lørdag.
Fra 2017 har Folkets Park arrangeret Street Food Malmö, som i 2018 åbner 27. april, med madboder med bl.a. "Nordic Street Food".